# Julià de Mèdici
|  | Per a altres significats, vegeu «Julià de Mèdici (1479-1516)». |

Julià I de Mèdici —Giuliano de'Medici (italià)— (Florència, República de Florència, 1453 - íd. 1478) fou un polític i mecenes del Renaixement que va esdevenir senyor de Florència entre 1469 i 1478.

## Orígens familiars
Va néixer el 1453 a la ciutat de Florència sent fill de Pere I de Mèdici i Lucrezia Tornabuoni. Per línia paterna fou net de Cosme de Mèdici el Vell i Contessina de Bardi, i per línia materna de Francesc Tornabuoni. Fou germà, així mateix, de Maria, Blanca, Nannina i Llorenç el Magnífic.

## Ascens al poder
A la mort del seu pare, ocorreguda el desembre de 1469, fou nomenat, juntament amb el seu germà Llorenç, director de l'activitat bancària de la família i el govern de Florència. Amb Llorenç simbolitzaren els ideals de l'home humanista del Renaixement, cultes i amant de les arts.
L'any 1478 es va trobar involucrat en la Conjura dels Pazzi, un complot ordit per la família rival dels Pazzi amb el suport pel papa Sixt IV, els quals s'oposaven a l'expansió de Florència a la Toscana. Així doncs, el matí del 26 d'abril un grup de conjurats van assaltar al sortir de l'església de Santa Maria del Fiore als dos germans: Llorenç el Magnífic va resultar ferit, mentre que Julià va caure mort per mà de Francesco di Pazzi i Bernardo Bandini sent apunyalat 19 vegades.
Està enterrat amb el seu germà Llorenç a la Capella Medicea de la Basílica de Sant Llorenç de Florència, estant la seva tomba adornada per la Verge amb el Nen de Miquel Àngel.

## Relacions amoroses i descendents
Va ser amant de Simonetta Vespucci, la qual havia mort abans que ell i d'una tal Fioretta, potser filla d'Antonio Gorini. D'aquesta última va tenir un fill natural, Giulio di Medici que esdevindria el futur papa Climent VII. Aquest fou legitimat a partir d'un suposat matrimoni clandestí pel seu cosí el papa Lleó X l'any 1513.